# Melanerpes rubricapillus
El carpintero habado, Melanerpes rubricapillus, es un ave de cría que habita en Costa Rica, Colombia, Venezuela, Guyana y Tobago. Sinonimia: Cenurus rubricapillus.
Este pájaro carpintero se encuentra en la selva y en los bosques semiabiertos y en tierra de cultivo. Anida en un agujero de un árbol muerto o de un cactus grande. La nidada es de dos huevos, incubados por ambos sexos, que abandonan el nido después de 31-33 días.

## Descripción

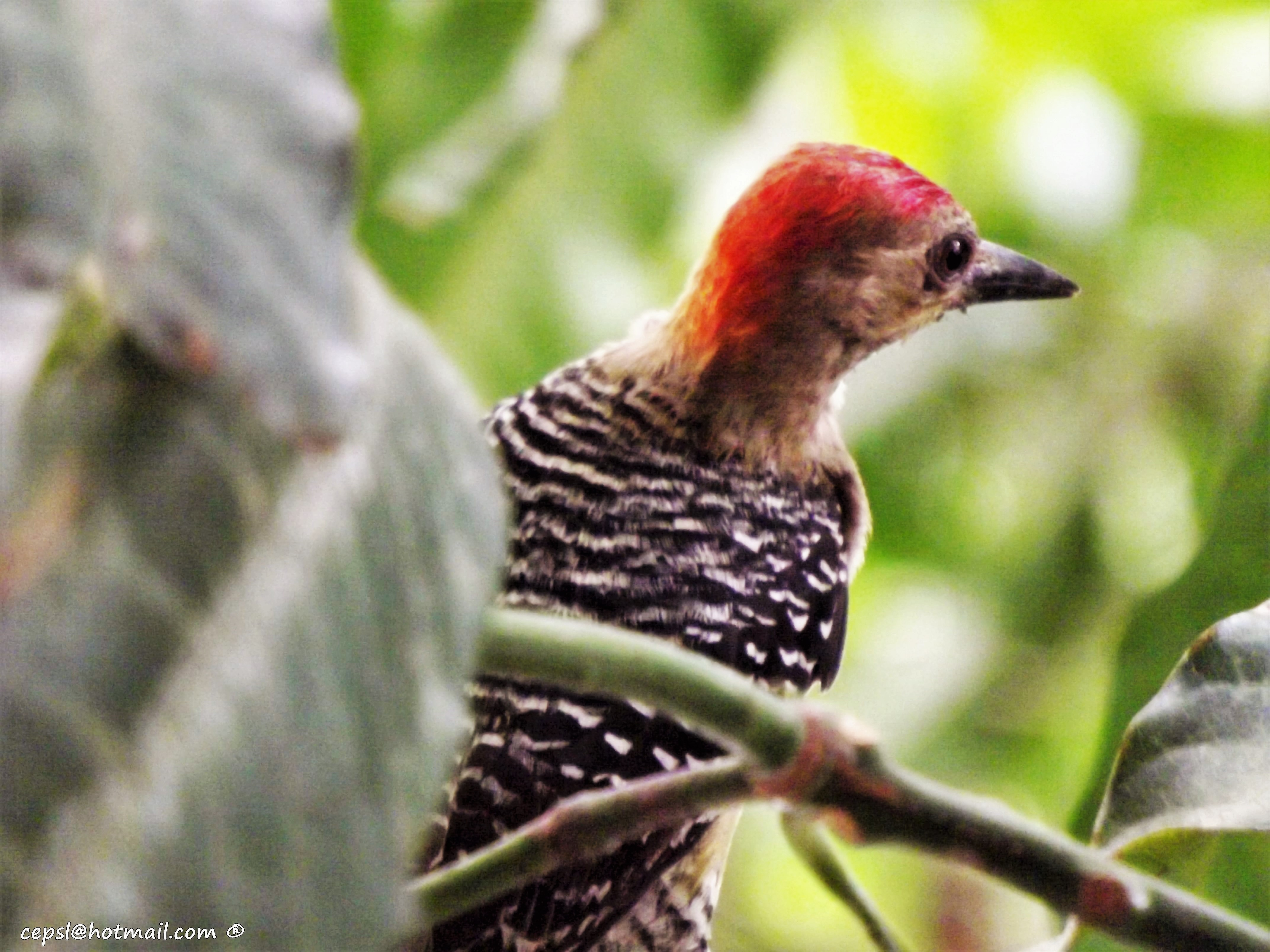
Melanerpes rubricapillus en Venezuela

El tamaño del ave es de 16 a 18,5 cm y pesa entre 40 y 65 g. Tienen un lomo barreteado blanco con negro parecido al color de las cebras, alas y los muslos blancos. La cola es negra con algo de blanco y las partes inferiores pardo pálidos.
El macho adulto presenta frente blanca, plumas nasales amarillas, coronilla y nuca de color rojo y rabadilla blanca. El resto de la región superior, la mayor parte de las alas y de la cola muestran un barreteado blanco y negro uniforme. Los lados de la cabeza y la región inferior son entre ante grisáceo y oliva anteado claro, con la garganta más clara. El centro del abdomen es rojo, los flancos y la región infracaudal presentan un barreteado negro irregular. La piel orbital es café-grisáceo opaco, el pico es negro y las patas son grisáceas. Particularmente, las aves jóvenes son más pálidas en las áreas de cabeza y cuello. M. R. terricolor de Tobago es más grande y más oscuro de pecho que la raza nominal. 
Las hembras son similares, pero con la coronilla blancuzca y con rojo pálido solo en la parte baja de la nuca. Los ejemplares juveniles son semejantes a los adultos del mismo sexo pero más opacos y con más oliva en la cabeza y la región inferior, además el barreteado de la región superior no tan bien definido. Las hembras jóvenes muestran la parte baja de la nuca amarillenta y no roja, además el abdomen es moteado.
Los polluelos permanecen entre 31 y 33 días en el nido y son alimentados por ambos padres cerca de un mes adicional.

## Distribución
Se encuentra desde el Sur de Costa Rica hasta Venezuela y las Guyanas. En Colombia se encuentra desde Riohacha-Guajira hacia el Oriente, el Golfo de Urabá y en el alto valle del río Sinú hasta la base oriental de la Sierra Nevada de Santa Marta, en el sur hasta el valle del río Magdalena, en el oriente de los Andes se encuentra en Norte de Santander y oriente de Vichada.

## Hábitat
El carpintero habado se encuentra hasta los 1.700 m s. n. m.. Habitan las márgenes y las áreas más abiertas del bosque, las arboledas de galería, manglares, sitios parcialmente despejados y de crecimiento secundario, matorrales áridos y semiáridos, montes secos, jardines y cultivos. Forrajea a alturas variables pero principalmente cincela la superficie de las cortezas de los árboles en estratos medios y bajos, se alimenta de fruta y es una especie común en comederos artificiales. 
Estas aves son de diurnas y viven tanto en pareja como en solitario. Las parejas permanecen juntas durante todo el año pero duermen solos en los huecos como las cavidades de árboles muertos, cactus o postes; entre 3 y 23 m del suelo. Se ha reportado reproducción entre febrero y julio en Costa Rica y Panamá, entre mayo y junio en Colombia, entre mayo y julio en Tobago, entre mayo y noviembre en Venezuela.

## Dieta
El carpintero habado se alimenta de insectos, frutas y visitará comedores en donde le sirven néctar.
Picotean la madera en descomposición en busca de hormigas, abejones y larvas; también toma insectos pequeños, escarabajos, grillos, y arañas de los troncos y ramas e inclusive del follaje. Consume muchos frutos, bayas y néctar, incluyendo plátano y papaya.